# Paspalum remotum
Paspalum remotum là một loài thực vật có hoa trong họ Hòa thảo. Loài này được Remy mô tả khoa học đầu tiên năm 1846.